# Ichnocarpus frutescens
Ichnocarpus frutescens là một loài thực vật có hoa trong họ La bố ma. Loài này được (L.) W.T.Aiton mô tả khoa học đầu tiên năm 1811.

## Hình ảnh

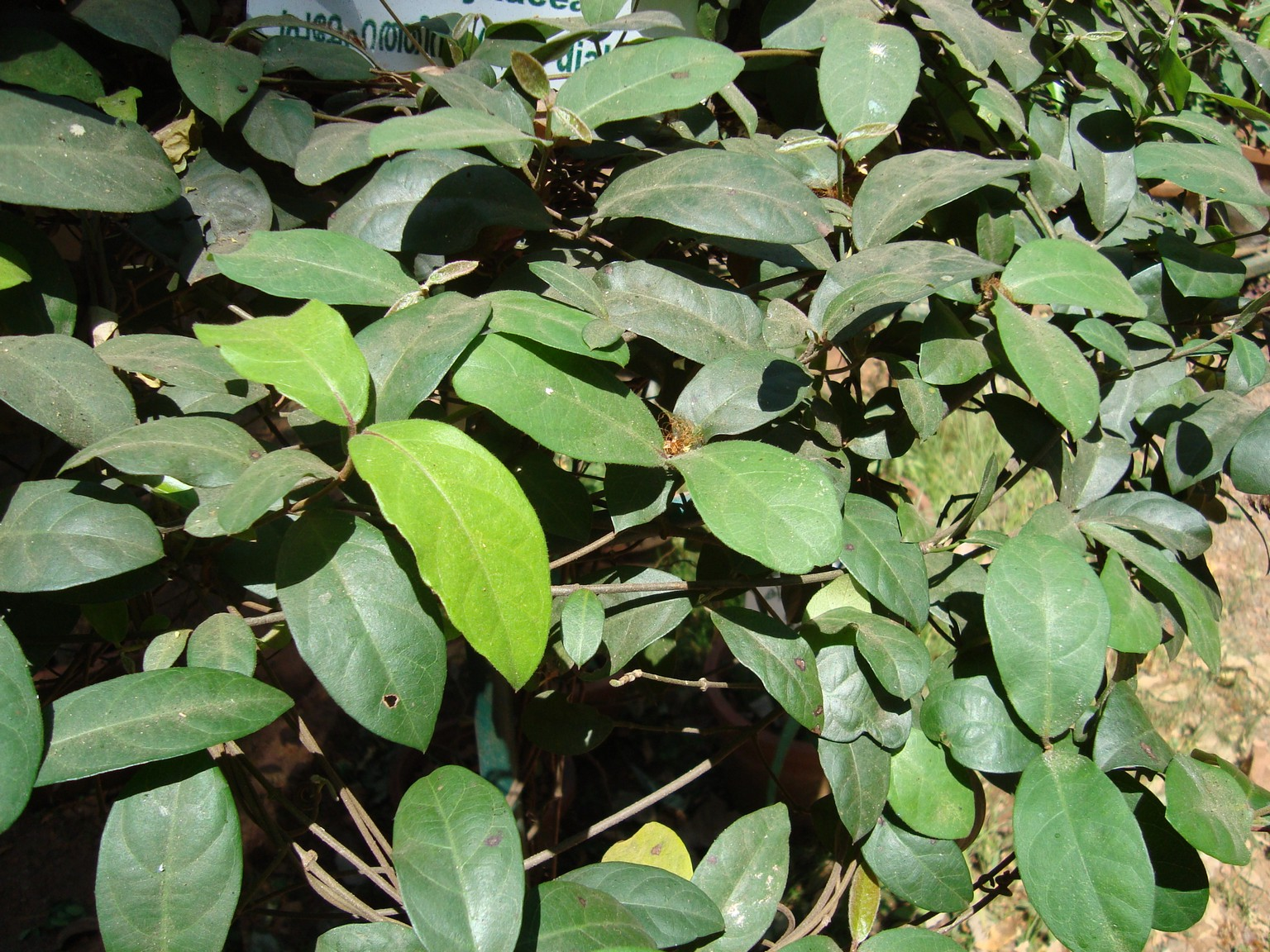
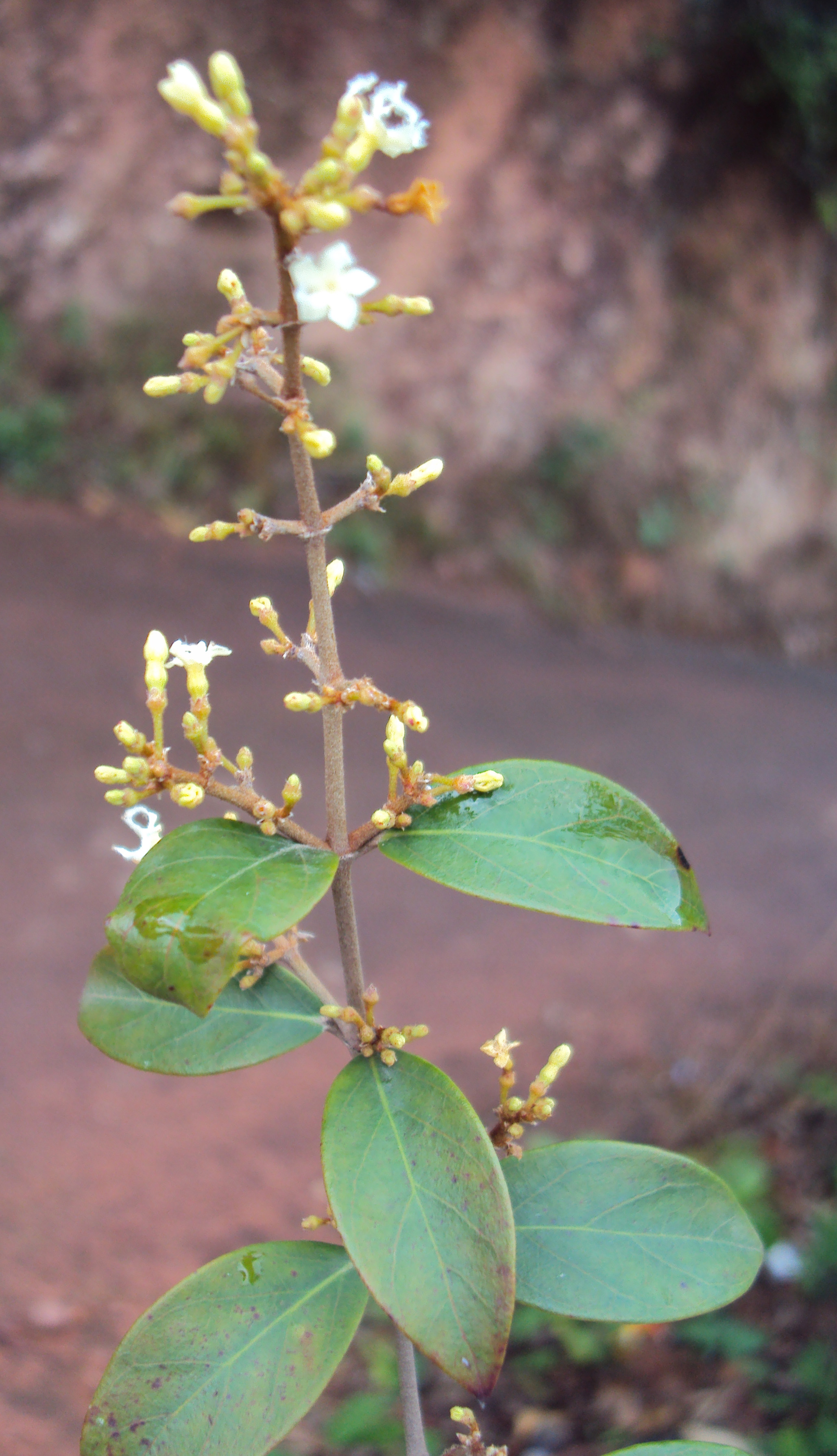
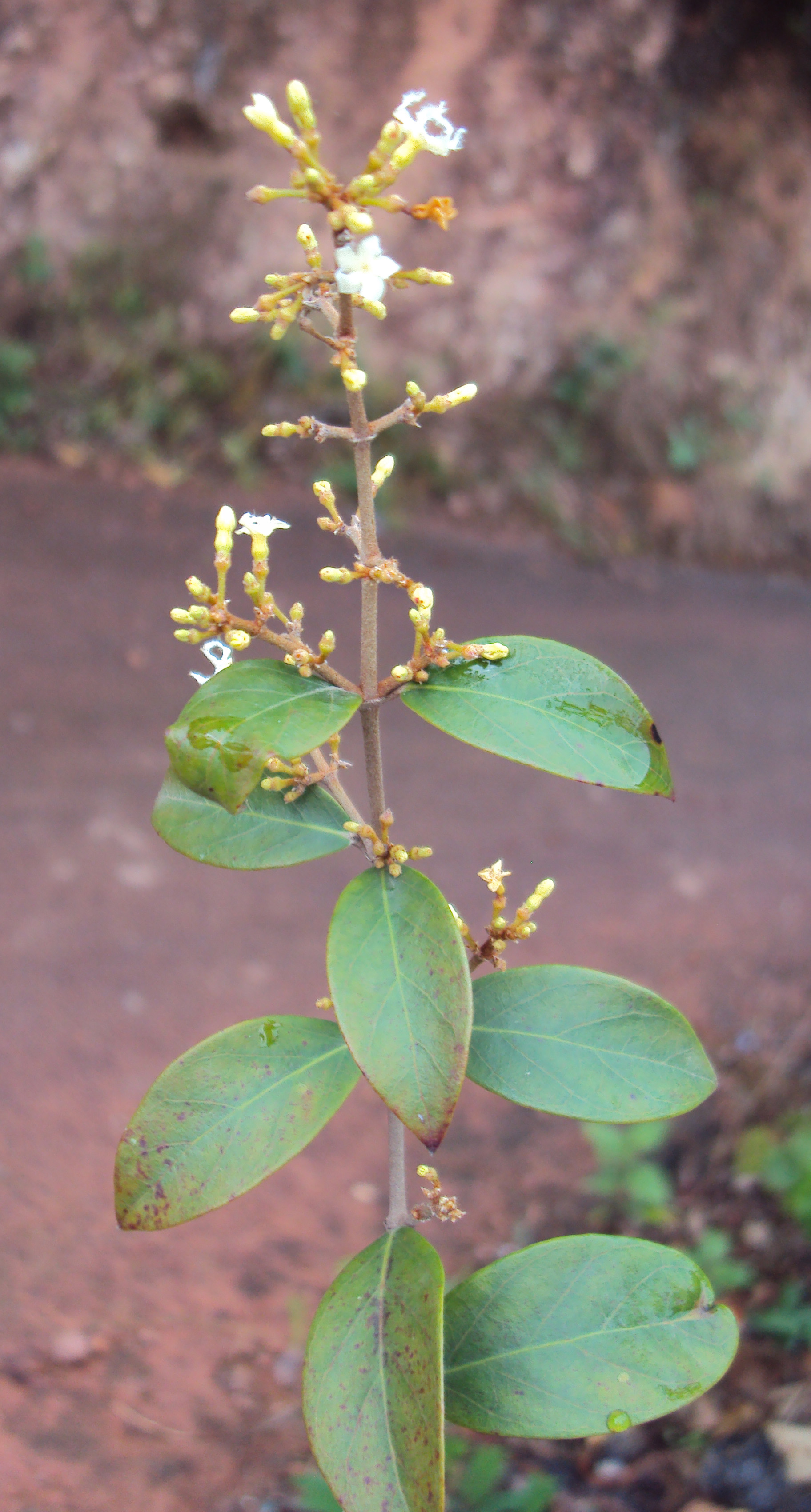
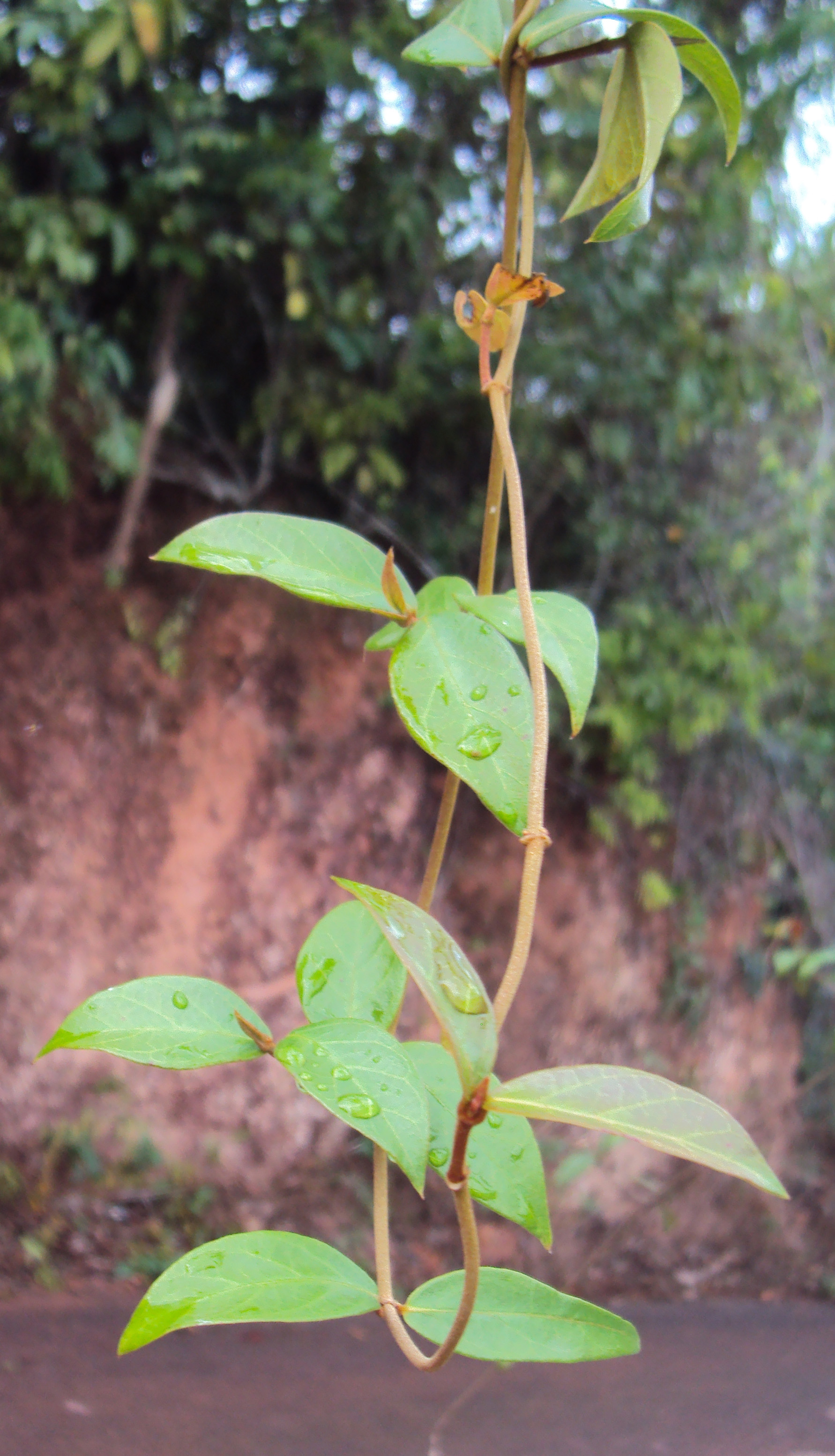